# LDKスタジオ
LDKスタジオ（エルディーケイ・スタジオ）とは、かつて東京都文京区音羽に所在した、録音スタジオである。

## 概要
イエロー・マジック・オーケストラ（YMO）の「細野晴臣」が、「YMOが成功したら自分のレーベルとスタジオを持ちたい」と希望していたことから、1982年、当時所属のアルファレコードに自身のレーベルである「¥EN」（エン）を設立したのと同時に開業した。以降、細野や¥ENレーベルの音楽制作拠点としてフル活用されてきた。
スタジオの名前であるLDK（Living Dining Kitchen）は細野が命名したものである。「プライベートスタジオ」という設計コンセプトであり、録音ブースが他のスタジオと比べて狭く、逆にコントロールのブースはゆったり広くなっていた。シンセサイザーのライン録音に最適な設計となっていた。
1985年の¥ENレーベル解散後も存続し、多数のミュージシャンも利用していた。
しかし、入居していたビルの老朽化により2014年3月31日にクローズとなった。